# Richard Bache

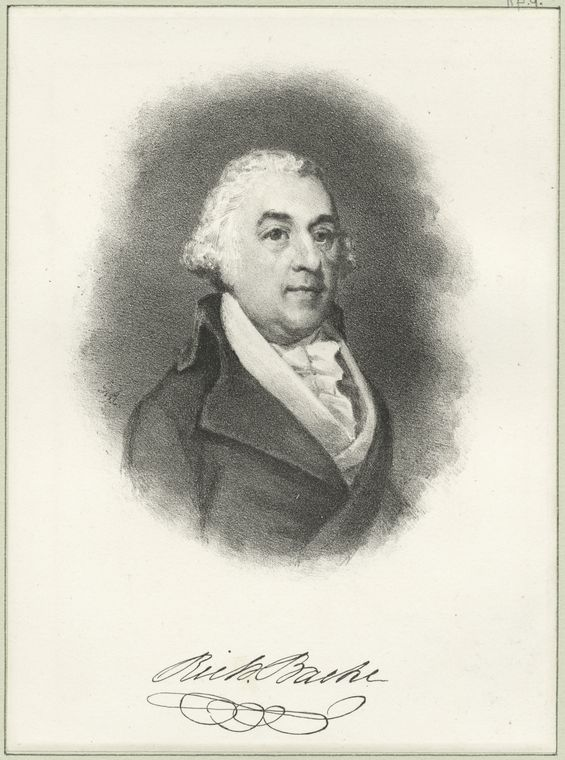
Richard Bache

Richard Bache (* 12. September 1737 in Settle, Yorkshire; † 29. Juli 1811 im Berks County, Pennsylvania) war der zweite Postmaster General der Vereinigten Staaten und Nachfolger von Benjamin Franklin in diesem Amt.
Der in England geborene Richard Bache siedelte im Jahr 1765 nach Nordamerika über, wo er sich zunächst in New York City niederließ. Zwei Jahre später heiratete er Sarah Franklin, die einzige Tochter Benjamin Franklins. 1770 zog das Paar nach Philadelphia, wo Bache für die Firma seines Bruders arbeitete. Zudem war er in der Unabhängigkeitsbewegung aktiv und fungierte als Vorsitzender der Republican Society von Philadelphia.
Nachdem sein Schwiegervater 1775 das Amt des Postmaster General übernommen hatte, holte er Bache an seine Seite. Innerhalb des Postal Service bekleidete er unter anderem das Amt des Comptroller. Als sich Franklin 1776 anderen Aufgaben in der Revolutionsbewegung zuwandte, rückte Bache am 11. November jenes Jahres zum Postmaster General auf. Er behielt diesen Posten bis 1782. Während des Unabhängigkeitskrieges war er überdies Mitglied im Board of War der Regierung.
Richard Bache und seine Frau Sarah hatten acht Kinder, von denen zwei größere Bekanntheit erlangten. Benjamin Franklin Bache stellte sich als Journalist mit umstrittenen Artikeln auf die Seite von Thomas Jefferson und gegen die Föderalistische Partei von George Washington; er starb bereits 1798 an Gelbfieber. Richard Bache junior wurde Politiker und gehörte der Staatslegislative der Republik Texas an. Dessen Sohn Alexander Dallas Bache wurde ein angesehener Physiker.